# 小林幸江
小林 幸江（こばやし ゆきえ、1951年7月 - ）は、日本の日本語教育学者。東京外国語大学名誉教授。専門は日本語教授法。

## 略歴
- 1975年3月　東京外国語大学外国語学部モンゴル語学科卒業。
- 1977年3月　東京外国語大学大学院外国語学研究科日本語学専攻修士課程修了。
- 1977年4月　東京外国語大学外国語学部附属日本語学校講師。
- 1985年4月　同助教授。
- 1992年4月　東京外国語大学留学生日本語教育センター助教授（組織改変に伴う配置換え）。
- 1997年4月　同教授。
- 2015年4月　東京外国語大学国際日本学研究院教授（大学院重点化に伴う配置換え）。
- 2017年3月　東京外国語大学を定年退職、名誉教授。

## 著書
- 『形式名詞がこれでわかる』　ひつじ書房（共著）2009
- 『いっしょににほんご』　スリーエーネットワーク（共著）2002
- 『日本語1 —外国語としてのー』　放送大学教育振興会, 2001